# Aneuclis horstmanni
Aneuclis horstmanni là một loài tò vò trong họ Ichneumonidae.